# 山梨県第3区
山梨県第3区（やまなしけんだい3く）は、日本の衆議院議員総選挙における選挙区。1994年（平成6年）の公職選挙法改正で設置。2013年の区割変更に伴い廃止された。

## 区域
2013年（平成25年）公職選挙法改正により廃止された。廃止後、全域が山梨県第1区に編入された。
1994年（平成6年）公職選挙法改正から2013年の小選挙区改定までの区域は以下のとおりである。
- 韮崎市
- 南巨摩郡
- 中巨摩郡
- 北巨摩郡

## 歴史
自由民主党の重鎮で副総理であった金丸信の地元であったことから、同じ自民党議員の横内正明が安定した選挙戦で2回当選。横内が2003年山梨県知事選挙に転出した後も保坂武が地盤を引き継ぎ他候補を寄せ付けなかった。
しかし保坂は郵政民営化に反対したため2005年の第44回では無所属で出馬。これに対し自民党は小野次郎を刺客として送り、地道に自民の基盤を崩し続けてきた民主党の後藤斎と三つ巴になる。選挙区では保坂が勝利したが次点の後藤と自民党の圧勝に助けられた小野も比例復活し、同選挙区から立候補した候補がすべて当選する結果となった。
保坂が甲斐市長に転出した後は一転して民主党の地盤になり、第45回では後藤が小野を大差で破り、4回目の挑戦で初めて選挙区で勝利した。第46回でも民主党に逆風が吹く中、地盤を強固にしていた後藤と自民党の中谷真一が競り合い、172票差の接戦になったがかろうじて後藤が当選。一方惜しくも敗れた中谷や元自民党山梨県連会長の中島真人の実子でみんなの党から出馬した中島克仁も善戦して比例復活し、第44回以来の同一選挙区から3人の候補者が当選する結果となった（但し4人が立候補したため全員当選ではない）。
2012年11月16日に衆議院で成立した「選挙制度改革法」（0増5減）により山梨県の衆議院小選挙区は3区から2区に減ることになった。これにより当選挙区は第46回を最後に廃止され、当選者であった後藤は2015年に執行される山梨県知事選挙に出馬するため、2014年11月に議員辞職した。これに伴い、2015年中に補欠選挙が執行される可能性があったが、同月中に衆議院が解散（アベノミクス解散）されたことから実現には至らなかった。

## 小選挙区選出議員
| 選挙名                   | 年     | 当選者   | 党派       | 備考                                         |
| ------------------------ | ------ | -------- | ---------- | -------------------------------------------- |
| 第41回衆議院議員総選挙   | 1996年 | 横内正明 | 自由民主党 |                                              |
| 第42回衆議院議員総選挙   | 2000年 | 横内正明 | 自由民主党 |                                              |
| 第42回衆議院議員補欠選挙 | 2003年 | 保坂武   | 無所属     | 横内正明の失職（山梨県知事選挙立候補）に伴う |
| 第43回衆議院議員総選挙   | 2003年 | 保坂武   | 自由民主党 |                                              |
| 第44回衆議院議員総選挙   | 2005年 | 保坂武   | 無所属     | 2008年に甲斐市長選挙に出馬するため自動失職   |
| 第45回衆議院議員総選挙   | 2009年 | 後藤斎   | 民主党     |                                              |
| 第46回衆議院議員総選挙   | 2012年 | 後藤斎   | 民主党     |                                              |

## 選挙結果
時の内閣：野田第3次改造内閣 解散日：2012年11月16日 公示日：2012年12月4日
当日有権者数：24万8202人 最終投票率：62.83%（前回比：11.87%） （全国投票率：59.32%（9.96%））
| 当落 | 候補者名 | 年齢 | 所属党派   | 新旧 | 得票数   | 得票率 | 惜敗率 | 推薦・支持   | 重複 |
| ---- | -------- | ---- | ---------- | ---- | -------- | ------ | ------ | ------------ | ---- |
| 当   | 後藤斎   | 55   | 民主党     | 前   | 50,362票 | 33.39% | ――     | 国民新党推薦 | ○    |
| 比当 | 中谷真一 | 36   | 自由民主党 | 新   | 50,190票 | 33.27% | 99.66% | 公明党推薦   | ○    |
| 比当 | 中島克仁 | 45   | みんなの党 | 新   | 38,620票 | 25.60% | 76.68% |              | ○    |
|      | 花田仁   | 51   | 日本共産党 | 新   | 11,680票 | 7.74%  | 23.19% |              |      |

- 花田はかつて山梨2区、参議院山梨県選挙区などで活動。
- 後藤斎は2015年（平成27年）1月25日に執行の山梨県知事選挙に立候補するため、2014年（平成26年）11月11日に辞職した。2025年7月に行われた第27回参議院議員通常選挙に山梨県選挙区から国民民主党公認で立候補し当選した。
- 選挙区廃止後の第47回では、中島が民主党に鞍替えして新山梨1区から、中谷が旧山梨1区の宮川典子とのコスタリカ方式での候補者調整に応じ比例南関東ブロックから立候補してそれぞれ当選した。

時の内閣：麻生内閣 解散日：2009年7月21日 公示日：2009年8月18日
当日有権者数：24万8102人 最終投票率：74.70%（前回比：1.43%） （全国投票率：69.28%（1.77%））
| 当落 | 候補者名 | 年齢 | 所属党派   | 新旧 | 得票数    | 得票率 | 惜敗率 | 推薦・支持 | 重複 |
| ---- | -------- | ---- | ---------- | ---- | --------- | ------ | ------ | ---------- | ---- |
| 当   | 後藤斎   | 52   | 民主党     | 前   | 112,894票 | 62.66% | ――     |            | ○    |
|      | 小野次郎 | 56   | 自由民主党 | 前   | 63,611票  | 35.31% | 56.35% |            | ○    |
|      | 桜田大佑 | 47   | 幸福実現党 | 新   | 3,662票   | 2.03%  | 3.24%  |            |      |

- 小野は選挙後、みんなの党へ移籍。第22回参議院議員通常選挙に比例区から立候補し当選。

時の内閣：第2次小泉改造内閣 解散日：2005年8月8日 公示日：2005年8月30日
当日有権者数：24万7023人 最終投票率：73.27%（前回比：7.20%） （全国投票率：67.51%（7.65%））
| 当落 | 候補者名 | 年齢 | 所属党派   | 新旧 | 得票数   | 得票率 | 惜敗率 | 推薦・支持 | 重複 |
| ---- | -------- | ---- | ---------- | ---- | -------- | ------ | ------ | ---------- | ---- |
| 当   | 保坂武   | 60   | 無所属     | 前   | 63,659票 | 36.03% | ――     |            | ×    |
| 比当 | 後藤斎   | 48   | 民主党     | 元   | 61,716票 | 34.93% | 96.95% |            | ○    |
| 比当 | 小野次郎 | 52   | 自由民主党 | 新   | 51,318票 | 29.04% | 80.61% |            | ○    |

- 保坂は2008年9月21日に告示された甲斐市長選挙に立候補し、同日付で自動失職した（結果は無投票当選）。残り任期（2009年9月10日）が1年未満であったため、補欠選挙は行われず解散までそのまま欠員となった。

時の内閣：第1次小泉第2次改造内閣 解散日：2003年10月10日 公示日：2003年10月28日
当日有権者数：24万4484人 最終投票率：66.07%（前回比：1.34%） （全国投票率：59.86%（2.63%））
| 当落 | 候補者名 | 年齢 | 所属党派   | 新旧 | 得票数   | 得票率 | 惜敗率 | 推薦・支持 | 重複 |
| ---- | -------- | ---- | ---------- | ---- | -------- | ------ | ------ | ---------- | ---- |
| 当   | 保坂武   | 58   | 自由民主党 | 前   | 83,107票 | 52.89% | ――     |            | ○    |
|      | 後藤斎   | 46   | 民主党     | 前   | 62,475票 | 39.76% | 75.17% |            | ○    |
|      | 深沢久   | 61   | 日本共産党 | 新   | 11,555票 | 7.35%  | 13.90% |            |      |

当日有権者数：243,477人　最終投票率：54.51%

| 当落 | 候補者名 | 年齢 | 所属党派   | 新旧 | 得票数   | 得票率 | 推薦・支持 |
| ---- | -------- | ---- | ---------- | ---- | -------- | ------ | ---------- |
| 当   | 保坂武   | 58   | 無所属     | 新   | 98,509票 | 77.22% |            |
|      | 深沢久   | 60   | 日本共産党 | 新   | 29,054票 | 22.78% |            |

時の内閣：第1次森内閣 解散日：2000年6月2日 公示日：2000年6月13日 最終投票率：67.41% （全国投票率：62.49%（2.84%））
| 当落 | 候補者名 | 年齢 | 所属党派   | 新旧 | 得票数   | 得票率 | 惜敗率 | 推薦・支持 | 重複 |
| ---- | -------- | ---- | ---------- | ---- | -------- | ------ | ------ | ---------- | ---- |
| 当   | 横内正明 | 58   | 自由民主党 | 前   | 86,300票 | 55.79% | ――     |            | ○    |
| 比当 | 後藤斎   | 42   | 民主党     | 新   | 54,517票 | 35.24% | 63.17% |            | ○    |
|      | 菅沢三郎 | 55   | 日本共産党 | 新   | 13,875票 | 8.97%  | 16.08% |            |      |

時の内閣：第1次橋本内閣 解散日：1996年9月27日 公示日：1996年10月8日 （全国投票率：59.65%（8.11%））
| 当落 | 候補者名 | 年齢 | 所属党派   | 新旧 | 得票数   | 得票率 | 惜敗率 | 推薦・支持 | 重複 |
| ---- | -------- | ---- | ---------- | ---- | -------- | ------ | ------ | ---------- | ---- |
| 当   | 横内正明 | 54   | 自由民主党 | 前   | 87,683票 | 69.22% | ――     |            | ○    |
|      | 長谷仁美 | 33   | 日本共産党 | 新   | 31,737票 | 25.05% | 36.20% |            |      |
|      | 松崎泰夫 | 53   | 自由連合   | 新   | 7,250票  | 5.72%  | 8.27%  |            | ○    |